# 恋をたずねて三千里
『恋をたずねて三千里』（こいをたずねてさんぜんり）は、神崎順子による日本の漫画作品。
『なかよし』（講談社）にて連載された。

## 書誌情報
- 恋をたずねて三千里、初版発行日 1978年3月4日
  - 紅ほおずきの家／愛の日ざしの中で／ハッピーハウスのこどもたち／悲しみをポケットに…